# Batalla d'Ancona

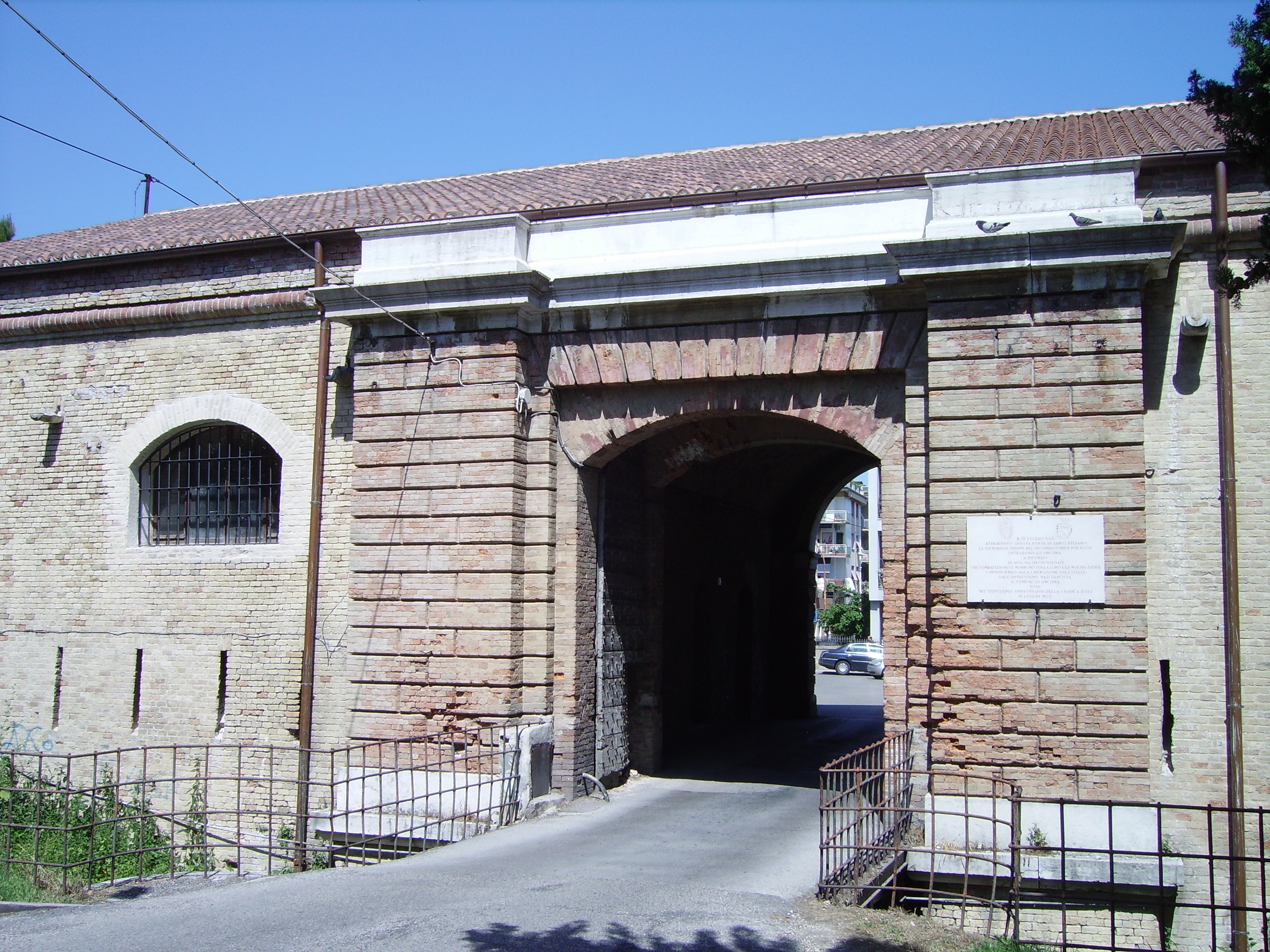
La Porta Santo Stefano, a Ancona, a traves de la qual les tropes guidades per Władysław Anders van entrar a la ciutat per alliberar-la.

La batalla d'Ancona va ser un episodi de la Segona Guerra Mundial en què el II Cos Polonès i elements cobel·ligerants i de resistència italians es van enfrontar a l'exèrcit alemany que ocupava la ciutat i el seu port.
Aquest port adriàtic, com el de Livorno al mar Tirrè, era de fet necessari per permetre que les forces aliades avancessin més al nord, ja que els ports de Nàpols i Bríndisi estaven ara massa lluny del front per permetre subministraments regulars a les tropes. La batalla va durar del 16 de juny al 18 de juliol de 1944. El Segon Cos Polonès, com durant la batalla de Monte Cassino, estava comandat pel general Władysław Anders, a qui se li havia confiat el comandament del sector adriàtic del front italià el 17 de juny de 1944 .
El Segon Cos, que operativament depenia del Vuitè Exèrcit Britànic, constava de dues divisions d'infanteria (3a Divisió de Fusellers dels Carpats i 5a Divisió de Kresowa); la 2a Brigada Blindada, formada per tres regiments (1r Regiment de Llancers de Krechowce, 4t Regiment d'Escorpins, 6è Regiment d'Infants de Lwów); i tropes del cos, formades per artilleria, tropes de servei i el Regiment de Reconeixement dels Llancers dels Carpats. Les seves forces també incloïen el Servei Auxiliar Femení i sumaven un total d'aproximadament 43.000 homes. El Cos va rebre l'encàrrec de capturar la ciutat d'Ancona el 16 de juny de 1944 i va completar la seva tasca només un mes després.

## Fases de la batalla
La travessia del riu Chienti, que les tropes poloneses van arribar el 21 de juny, es considera l'etapa preliminar de la batalla d'Ancona; els combats ferotges van continuar al llarg de les ribes d'aquest riu fins al 30 de juny. Quan els aliats estaven a punt de llançar l'atac decisiu sobre el Chienti, les dues divisions alemanyes assignades a la defensa pel LI. Armeekorps, les divisions d'infanteria 71a i 278a, es van retirar sobtadament el 30 de juny, sorprenent els seus oponents. Retirant-se cap al nord durant diverses desenes de quilòmetres, van arribar al Musone, l'última barrera natural abans d'Ancona. Així, al llarg de la vall del Musone i els seus afluents es van concentrar combats intensos i ferotges durant tota la primera meitat de juliol, incloent-hi la sagnant batalla de Filottrano i l'ocupació de la ciutat d'Osimo (6 de juliol de 1944), que va servir com a capital de la regió de les Marques, ja que, després dels bombardejos d'Ancona a l'octubre de 1943, tots els centres de poder feixista havien estat transferits a Osimo i els seus voltants.
L'ofensiva principal va començar el 17 de juliol al front de la Línia Edith, com l'anomenaven els alemanys. La maniobra preveia un encerclament de la ciutat dòrica, a la qual s'arribaria des del nord, no des del sud, com s'esperava. El primer moviment d'aquesta maniobra va ser la captura per part de les tropes poloneses del Monte della Crescia, prop d'Offagna, a l'oest d'Ancona, al territori d'Osimo. El vespre del 17 de juliol, les tropes poloneses van arribar a Agugliano i l'endemà al matí van capturar Offagna, on els alemanys havien llançat un contraatac.
El mateix dia els polonesos van arribar a Chiaravalle, ja al nord d'Ancona, mentre que les seves tropes blindades van arribar al mar a la zona de Torrette, un llogaret del nord d'Ancona, en un intent d'impedir que els defensors alemanys d'Ancona sortissin de la ciutat en direcció a la Línia Gòtica. La maniobra només va tenir un èxit parcial, ja que algunes tropes alemanyes van aconseguir escapar de l'encerclament. El Segon Cos Polonès va entrar a Ancona per Porta Santo Stefano a les 14:30 h del 18 de juliol.
Durant les diverses fases de la batalla, inclosa l'alliberament final d'Ancona, les forces poloneses van rebre el suport dels italians: sota el comandament polonès també operaven tropes del Cos d'Alliberament Italià (CIL), comandades pel general Umberto Utili i amb un personal d'uns 25.000 homes, i els partisans "Patriotes de la Maiella", comandats per Ettore Troilo. Una unitat de voluntaris italians, la 111a Companyia de Defensa Ponti, va donar suport als polonesos després de ser entrenats com a comandos. La línia alemanya al riu Musone, entre Osimo i Filottrano, va ser derrotada per la IX Unitat d'Assalt italiana després de nombrosos intents polonesos que van resultar en moltes pèrdues, moltes de les quals ara estan enterrades al cementiri militar polonès de Loreto. El general Anders va declarar que la batalla del Musone per la conquesta d'Ancona va ser la més sagnant per a les tropes poloneses després de la de Monte Cassino.

## Després de la batalla
El nom Ancona al Monument al Soldat Desconegut de Varsòvia . Els noms dels llocs no s'esmenten en polonès, sinó en la llengua del país on es troben.
Després de la conquesta d'Ancona , els aliats (i amb ells el Segon Cos Polonès) van poder pensar en trencar la Línia Gòtica. La captura d'Ancona va ser l'única operació que el Segon Cos Polonès va dur a terme de manera completament independent.
A la ciutat recentment alliberada, es va establir una fructífera col•laboració entre polonesos i italians. La coordinació de les activitats administratives va ser confiada a Carlo Albertini, comandant de la 3a Brigada de Bombers. Juntament amb els seus homes, s'havia dedicat amb dedicació al rescat dels ciutadans després dels bombardejos aliats que havien començat a l'octubre de 1943 i que, continuant durant mesos, havien causat 2.782 morts, 58.000 desplaçats i una gran destrucció a la ciutat, especialment a la zona portuària.
Sota la tutela dels aliats , l'administració pública es va reconstituir a Ancona.
El general Władysław Anders va rebre la ciutadania honorària d'Ancona el 8 de desembre de 1945.
La batalla d'Ancona es recorda al Monument al Soldat Desconegut de Varsòvia, inclòs juntament amb la batalla de Montecassino a la placa de les gestes bèl•liques de 1939-1945.